# Maria, Hilfe der Christen (Goldscheuer)

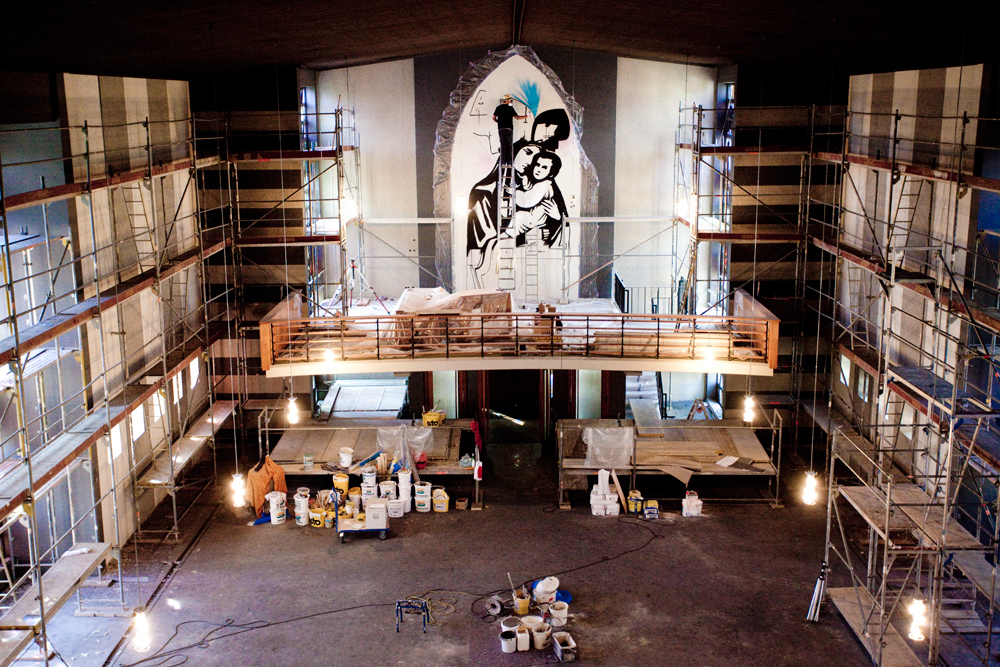
Der Innenraum der Kirche mit Blick auf die Madonna und Stefan Strumbel bei der Arbeit

Maria, Hilfe der Christen ist eine katholische Kirche in Goldscheuer, einem Ortsteil der Gemeinde Kehl im baden-württembergischen Ortenaukreis. Sie wurde im Jahr 2011 von dem Graffiti-Künstler Stefan Strumbel neugestaltet.

## Geschichte
Die Grundsteinlegung für die Kirche war im Jahr 1961. Der aus Backsteinen fertiggestellte Kirchenbau, eine mit flach geneigtem Satteldach gedeckte Saalkirche  mit eingezogenen Chor wurde 1963 eingeweiht. Zuvor gab es in Goldscheuer lediglich eine Notkirche.

## Neugestaltung im Jahr 2011
Die marode gewordene Kirche sollte mangels Gottesdienstbesuchern und des großen Sanierungsbedarfs zunächst geschlossen werden. Spenden retteten schließlich die Kirche und der Streetartist Stefan Strumbel aus dem benachbarten Offenburg entwickelte die Ideen zur Neugestaltung. Nach anfänglicher Skepsis an moderner Kunst in der katholischen Dorfkirche, stand die Gemeinde gänzlich hinter ihm.
Am 1. Juli 2011 wurde das Gotteshaus neu eröffnet. Auf der Rückwand der Empore über dem Eingang ist in einem Spitzbogenrahmen eine acht Meter große Madonna in Hanauer Tracht mit dem Jesuskind zu sehen. Sie wurde mit Spraydosen gemalt. Dieses Bildnis ist durch eine Lichtspur in der flachen Decke verbunden mit der vergoldeten Kreuzigungsgruppe an der Stirnseite des Chors, ebenfalls in einem spitzbogigen Rahmen. Die Skulpturen dieser Gruppe sind mit farblich wechselndem LED-Licht hinterleuchtet und von rosafarbenen Strahlen umgeben. Im Chorraum steht nun der Taufstein, der Altar ist mehr Richtung Mitte der Kirche gerückt und von drei Seiten mit Bänken für die Gläubigen umgeben. Neben dem Eingang befinden sich zwei Comic-Sprechblasen im Popart-Stil, in die Kerzen gestellt werden können. Großzügige raumhohe Fensterflächen belichten Kirchenschiff und Chor mit Tageslicht. Auch der Kreuzweg ist als Fenster ausgeführt – in 15 Feldern sind die Leidensstationen Jesu und der Auferstandene dargestellt. Die nicht verglasten Wände sind in unterschiedlicher Weise mit Farbstreifen versehen.
Der Kehler Pfarrer Thomas Braunstein bezeichnete Strumbels unentgeltliche Inszenierung der neuen Symbole als ein "Geschenk des Himmels".
Im Zuge der Neugestaltung erhielt die Kirche auch eine neue Orgel aus dem Orgelhaus Kisselbach. Das elektronisches Instrument mit 55 Registern auf drei Manualen und Pedal steht ohne Pfeifen und Orgelprospekt auf der rückwärtigen Empore.
Im nach Art eines Campanile frei stehenden Glockenturm hängt ein vierstimmiges Glockengeläut, dessen Glocken 1963 von Friedrich Wilhelm Schilling in Heidelberg aus Bronze gegossen wurden. Die beiden großen Glocken sind in den Uhrschlag der Turmuhr einbezogen: Glocke 1 schlägt jeweils zur vollen Stunde die Stundenzahl, Glocke 2 markiert die Viertelstunden. Turmbreite Zifferblätter sind in Höhe der Glockenstube auf allen vier Seiten des Turms angebracht.
| Glocke | Durchmesser | Gewicht | Schlagton |
| ------ | ----------- | ------- | --------- |
| 1      | 1231 mm     | 1273 kg | e’+5      |
| 2      | 1086 mm     | 857 kg  | fis’+5    |
| 3      | 978 mm      | 637 kg  | gis’+3    |
| 4      | 804 mm      | 344 kg  | h’+5      |